# ماركوس أوليفيرا
ماركوس أوليفيرا (بالإنجليزية: Marcus Oliveira)‏ (18 مارس 1979 في الولايات المتحدة - ) هو ملاكم أمريكي، صنّف ضمن فئة الوزن الثقيل الخفيف ‏.

## روابط خارجية
- ماركوس أوليفيرا على موقع بوكس ريك (الإنجليزية) (registration required)